# Kurtizánok tündöklése és nyomorúsága (könyv)
A Kurtizánok tündöklése és nyomorúsága Honoré de Balzac 1838–1847 közt megjelent regénye, melyet az Elveszett illúziók-t követ. 4 részből áll, és a társadalom alsó rétegeibe, a bűn és a prostitúció világába nyújt betekintést. Az elsőt a szökött fegyenc, Don Carlos Herrera sátáni karaktere uralja, aki végső megtestesülésében egyfajta társadalmi megváltást talál; a másodikban egy fiatal prostituált, Esther látható, akit a Lucien Chardon de Rubempré, a gyenge jellemű költő iránti szerelme vált meg, akinek becsvágya és hiúsága a regény tragikus mozgatórugója.

## Keletkezés és felépítés
A befejezett regény négy részre tagolódik: Hogyan szeretnek a rossz nők?; Vén embernek mibe kerül a szerelem?; Hova visz a bűn útja?; Vautrin utolsó színeváltozása.
A mű első ötlete a Goriot apó 1835 január című kéziratához fűzött jegyzetben jelent meg, de a tényleges írás csak 1838-ban kezdődött.
1844 augusztusában de Potterrel közösen kiadta a kurtizánok tündöklése és nyomorúsága című kötetet, amely az első két részt tartalmazta. Ezután nekilátott a regény befejezésének, amelyről kezdetben úgy gondolta, csupán egyetlen részből fog állni.
A Conciergerie meglátogatása után azonban úgy döntött, hogy egy egész fejezetet szentel a börtön és a büntető igazságszolgáltatási rendszer működésének leírására, hogy megteremtse Lucien de Rubempré öngyilkosságának helyszínét.
A negyedik és egyben utolsó rész La dernière incarnation de Vautrin (Vautrin utolsó színeváltozása) címmel 1847. április 13. és május 17. között jelent meg a La Presse című lapban, és csak Balzac halála után, a Houssiaux által 1855-ben kiadott kötetben került be az Emberi színjáték (Jelenetek a párizsi életből) című kötetbe.
Az eredeti sorozatkiadásban a részek számozott fejezetekre voltak osztva, 31, 26, 40 és 17 fejezetre. Amikor egy kötetbe gyűjtötték, a fejezetek száma 15-re, 16-ra, 14-re és 13-ra csökkent. A végleges kiadásban ez a fejezetekre való felosztás eltűnt, és csak a négy rész maradt meg. · 

## Összefoglaló

### Hogyan szeretnek a rossz nők?
1824-ben egy este álarcosbált rendeznek az Opérában. A figyelemre méltó bájjal rendelkező egykori kurtizán, Esther Van Bogseck (a történet vége felé derül ki, hogy valójában Esther Gobseck) Lucien Chardon társaságában megy a bálba, aki a király utasítására anyja nemesi nevét használja, és így Lucien de Rubempré néven ismerik. Megpróbál beilleszkedni a társaságba, de titkos szerelmi viszonyt folytat Estherrel. Korábbi társasági barátai, köztük Eugène de Rastignac hamarosan felismerik és emlékeztetik a múltjára, de egy különös alak, aki Lucien nyomdában jár, fenyegető hangon tanácsolja az élcelkedőknek, hogy tiszteljék a fiatalembert. Álarca és álruhája ellenére Esthert felismerik a vendégek, és gúnyolódásuk és gúnyolódásuk áldozataként hazasiet. Feldúltan és kétségbeesetten megpróbál véget vetni az életének. Carlos Herrera abbé menti meg, aki nem más, mint az árnyék, aki követte Lucien de Rubemprét a bálba, de egyben az a férfi, aki fizetett neki. A toledói királyi káptalan úgynevezett kanonokja, akit titokban VII. Ferdinánd őfelsége küldött, a hamis Don Carlos Herrera a fiatalember szomszédja, akit a fiának tekint, és akinek a vagyont szeretne teremteni, mert magát látja az ifjú Lucienben.
Ettől kezdve Esther  Carlos Herrera befolyása alatt áll. Hol terrorizálja, hol megnyugtatja, majd arra kényszeríti, hogy önszántából mondjon le szerelméről, és helyezze magát a gyámsága alá. Rákényszeríti a fiatal nőt, hogy belépjen egy zárdába, hogy megtisztítsa a lelkét, de azért is, hogy Lucien elfelejtse őt, ami végül nem jár sikerrel. Hogy a költőt boldoggá tegye, az álapát megengedi, hogy Eszter Luciennel éljen, de hogy ne veszélyeztesse az ifjú esélyét egy arisztokrata házasságra, a lánynak el kell rejtőznie a világ elől, és remeteként kell élnie egy lakásban, ahol több nőt is a szolgálatába állít, köztük Asie-t, Vautrin nagynénjét, akinek feladata, hogy szemmel tartsa Esztert.

### Vén embernek mibe kerül a szerelem?
1829 elején komolyan felmerült, hogy Lucien feleségül veszi Grandlieu herceg lányát, ami Rubemprét márki rangra emelné. Egy véletlen találkozás során azonban az öreg Nucingen báró beleszeretett a gyönyörű Estherbe, akit egyik éjszakai sétáján futólag megpillantott. Herrera megragadja az alkalmat, és megzsarolja a gazdag öregembert, hogy adjon neki egymillió frankot, hogy biztosítsa Lucien házasságát Clotilde de Grandlieu-val. Lucien, aki gazdag akar lenni, úgy dönt, hogy követi pártfogója utasításait, de Esther, aki őszintén szereti Lucient, megdöbben a csapda léptékétől, amibe mindketten beleestek.
De Nucingen báró azonban megpróbálja megtalálni a gyönyörű Esthert, és elküldi Contensont, a Restauráció magánrendőrségének ügynökét, hogy derítse fel a leány személyazonosságát. Contenson maga is két másik híres rendőr barátja: a zseniális Corentin és a ravasz Peyrade, aki hol az öreg Canquoëlle, hol egy Johnson nevű angol intrikus álcája alatt rejtőzik. Ezt a három tehetséges ügynököt később Grandlieu herceg is megbízza, hogy felkutassák Lucien vagyonának forrását, és kezdetben úgy találják, hogy az tisztességes. Corentin tehát felkeresi David Séchardot (Lucien legjobb barátját) és Ève Séchardot (Lucien húga, David felesége) Angoulême-ben. Abban a hitben, hogy az kérdezősködés kizárólag David apjának vagyonára vonatkozik, Séchardék botor módon nyomra vezetik a rendőrt, a vagyon valójában tisztátalan forrásból származik.
Miközben Corentin ezeket a felfedezéseket tette, Vautrin (Herrera másnéven) megszabadul Peyradetól úgy, hogy megmérgezi, Contensontól pedig úgy, hogy lelöki egy tetőről.
Eközben Esther Herrera (Vautrin) parancsára kihasználja Nucingen báró rendkívüli gazdagságát, aki házat vesz, és hatalmas összegeket ad neki, ám a lány hónapokig várakoztatja, mielőtt odaadja magát a férfinak. Azonban az együtt töltött éjszaka után, tudván, hogy nem élhet Luciennel, és hogy a báró szeretőjeként kell élnie, öngyilkosságot követ el. Ez azért különösen tragikus, mert kiderült, hogy néhány órával korábban Esther hatalmas összeget örökölt Jean-Esther van Gobseck-től, a nagybátyjától, akitől régen elhidegült. Ha kitartott volna, maga is hozzámehetett volna Lucienhez.
Mivel a rendőrségnek már gyanús Vautrin és Lucien, mindkettőjüket letartóztatják Esther halálának ügyében.

### Hova visz a bűn útja?
Lucien, az örök költő, nem érzi jól magát a börtönben. Bár Vautrinnak sikerül elhitetnie kihallgatóival, hogy a fiú lehet lehet Carlos Herrera, Lucien enged vallatója, Camusot magisztrátus fortélyainak. Mindent bevall neki, beleértve Carlos Herrera (akit valójában Jacques Collinnak hívnak, és egy szökött fegyencnek) valódi kilétét is. Ezután megbánja tettét, és felakasztja magát a cellájában.
Az öngyilkossága, akárcsak Eszteré, a lehető legrosszabbkor jött. Valójában, hogy ne kompromittálják a vele kapcsolatban álló előkelő hölgyeket, a bírák elintézték, hogy Lucien szabadon távozhasson. De amikor öngyilkosságot követ el, a dolgok még nehezebbé válnak, és a szereplők még kétségbeesettebb manőverekre kényszerülnek. Kiderül, hogy Vautrin birtokában vannak azok a rendkívül terhelő levelek, amelyeket ezek a magas rangú hölgyek küldtek Luciennek, és ezeket felhasználva tárgyalásokat folytat a szabadon bocsátásáról. Több bűntársát is sikerül megmentenie, a halálos ítéletettől vagy a mélyszegénységtől.

### Vautrin utolsó színeváltozása
Miközben az ügyésszel, Grandville úrral tárgyal, Vautrin újra találkozik Corentinnel, akit teljes mértékben felelősnek tart a szeretett Lucien haláláért. Megfogadja, hogy bosszút áll a fiatal költőért, bűntársai segítségével: Asie (valójában Jacqueline Collin), Európa (Prudence Servien), korábban Esther másik szobalánya, Paccard, aki korábban Estherre „vadászott” Nucingen szolgálatában, amikor az őt kereste, és La Rousse (Madame Prélard), korábban quincaillère.
A regény végén Corentin elismerően nyilatkozik Vautrin tehetségéről, és ezután munkát ajánl neki a rendőrségnél. Valóban, Grandville adja Collinnak a szintén egykori elítélt, Bibi-Lupin, (Vautrin személyes riválisa) állását; ezt az állást a rendőrségen tölti be, mielőtt 1845-ben nyugdíjba vonul. A hírnevét féltő nemesség félrenéz.

## Szereplők

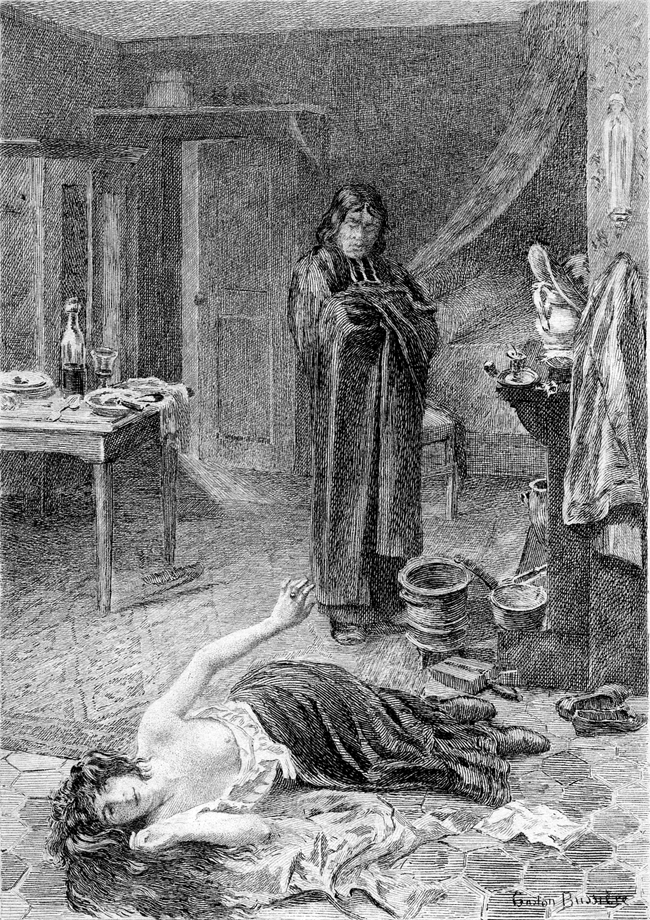
Herrera abbé az eszméletlen Esther előtt.

273 szereplőjével a Kurtizánok tündöklése és nyomorúsága az Emberi színjáték legtöbb szereplővel rendelkező regénye.
- [Jacques Collin, alias Vautrin, alias Abbé Carlos Herrera, más néven Trompe-la-Mort, egy sátáni alak. Herkulesi erővel és kivételes intelligenciával, rendkívüli álcázási képességekkel felvértezve igyekszik megszerezni Lucien Chardon de Rubempré számára azokat a kiváltságokat, amelyekre vágyik. Amikor Lucient és Vautrint letartóztatják, Vautrin megpróbálja megmenteni a rendőrségtől a fiatal költőt, akinek az apjának adja ki magát. Lucien azonban öngyilkosságot követ el. Amikor ezt megtudja, Vautrin „megtér”. Elítéltből rendőr lesz.
- Frédéric de Nucingen báró, egy kétes spekulációval szerzett kolosszális vagyon feje (lásd A Nucingen-ház'), a pénz hatalmát képviseli. Hiába próbálja megvásárolni Eszter szerelmét. Vautrin különböző eszközökkel elveszi tőle a pénzét, és „eladja” a lányt, aki annyira beleszeret Lucienbe, hogy elfogadja a báró ajándékait, hogy kiváltsa szerelmét.
- Esther egy gyönyörű kurtizán (vagy prostituált), becenevén A Rája, Sarah Van Gobseck lánya, akit „a szép holland nő” néven ismertek, ő maga egy gazdag uzsorás, Jean-Esther van Gobseck unokahúga, aki szerelmes Lucien Chardon de Rubempré-be. Vautrin kihasználja de Nucingen báró szerelmét, hogy hatalmas összegeket csikarjon ki belőle. Eszternek sikerül néhány héttel elhalasztania azt a napot, amikor Nucingen megkapja őt, azt a napot, amely után, ahogyan azt a férfinak megmondta, öngyilkosságot követ el.
- Lucien de Rubempré egy angoulême-i ifjú, aki anyja révén nemes. Párizsba ment, hogy irodalmi ambícióit megvalósítsa (lásd Elveszett illúziók). Ám ambícióiban csalódva már az öngyilkosság küszöbén áll, amikor megjelenik Jacques Collin, egy fegyenc, aki vagyont ajánl neki, így követve a fiatalemberen keresztül a korlátlan hatalomról szőtt álmát. Lucien az ő eszköze, az ő teremtménye lesz. Az egykori fegyenc heves érzelmeket táplál a fiatalember iránt, félúton az atyai szeretet és a szimpla szerelem között.
- Camusot bíró nyomoz az ügyben, amelyben Lucien Chardon de Rubempré és Carlos Herrera, alias Vautrin, alias Jacques Collin is érintett. A Le Cabinet des Antiques című regényben debütált.
- A regényben különböző rendőrök, Corentin, Peyrade és Contenson is szerepelnek. Ők titkosrendőrök (lásd a negyedik rész 22. fejezetének címét: „L'obscur et puissant Corentin”). Contenson és Peyrade a történet folyamán meghal.
- Jacqueline Collin, Paccard és Prudence Servien, akik Jacques Collin segítői.
- Eugène de Rastignac és Maxime de Trailles gróf (akik Balzac szinte valamennyi, a párizsi előkelő társaságról szóló regényében szerepelnek).
- Sérisy grófné.
- Lupeaulx grófja, aki ekkor még csak Clément Chardin volt, és aki a felesége nevét vette fel címként.
- Diane de Maufrigneuse, aki Cadignan hercegnője lesz.
- Maître Derville (Chabert ezredes ügyvédje) és Gobseck.
- Horace Bianchon, orvos, „újra felbukkanó szereplő” az „Emberi színjáték”ban.
- A lorettek (több pártfogó által Párizsba telepített és kitartott szeretők): Florine és Coralie.
- Cérizet, Georges d'Estourny asszisztense.
- A cinikus újságírók társasága: Blondet, Lousteau, Finot, Vernou, Jean-Jacques Bixiou.
- Madame de Mortsauf|Madeleine de Mortsauf]], a Völgy lilioma fontos szereplője, de statiszta ezen regényben.
- Wolfgang, Frédéric de Nucingen pénztárosa, csupán másodlagos szereplő, aki röviden jelenik meg a történetben.

## Témák, források és befolyások
A szerelem és a halál által rehabilitált kurtizán témája a romantika egyik fő témája. Hasonlóképpen, a törvényen kívüliek témája, amely a természeti állapotot képviseli a társadalmi állapottal szemben, fontos szerepet játszik a romantika mitológiájában. Balzac már érintette ezt a témát romans de jeunesse című műveiben, például az Argow a kalóz-ban. A német irodalomban is megjelenik (A brigantik, Schiller), az angol Maturin és Charles Nodier (Jean Sbogar).
Balzac nem csak szórakoztatni akart, hanem társadalomtudósként is pózolt, és kifejtette politikai filozófiáját, kritizálva az esküdtszék és a humanitáriusok intézményét. Ugyanakkor érdeklődött a büntetésüket letöltött elítéltek rehabilitálásának problémája iránt, és szenvedélyesen kiállt az őket a társadalom páriáivá tevő törvények megváltoztatása mellett.
Ez a regény kiemelkedik a kor regényei közül a szexualitásra, a vele kapcsolatos perverziókra és rendellenességekre vetett kíméletlen fényével. Megjelenik benne: nemi erőszak, gyermekek prostitúciója, szexuális frusztrációk, felsőbb osztálybeli nők buja levelei, homoszexuális szerelmi viszonyok, bordélyházak, a bűnözők abnormális alkotmánya stb.
A pénzügyek és a politika világa nagyon is jelen van a regényben; a kor néhány személyisége fiktív karakterként jelenik meg. A regény, ha nem is aktuális, de legalábbis összhangban van az akkori közelmúlt történelmével, beleértve a nemzetközi történelmet is; például az Egyesült Királyság által Kínába szervezett, az ópiumháborúhoz (1840-1842) vezető emberkereskedelmet a meggazdagodás lehetőségeként írja le.
Pour écrire cet ouvrage, Balzac s'est abondamment documenté sur le monde du crime et de la prostitution. Il a sans doute lu les Mémoires d'un forçat de Raban et Marco Saint-Hilaire (1828), ainsi que Julien ou le Forçat libéré d'Auguste Ricard (1827). Il connaissait certainement aussi les Mémoires de Fouché (1824), les Mémoires d'Ouvrard, Quinze ans de haute police de Desmarest (1833), L'Espion de police de Lamothe-Langon (1826-1827), le Journal des prisons de Benjamin Appert (1825-1827), Les Français peints par eux-mêmes de Moreau-Christophe (1841-1842). Il avait aussi fréquenté Vidocq, dont il avait lu les Mémoires (1828), Les Voleurs (1835) et Vrais mystères de Paris (1844). Il s'est inspiré de l'argot utilisé dans Le Dernier Jour d'un condamné de Victor Hugo, publié en 1829. Il connaissait aussi les ouvrages de sociologie sur la prostitution, tel La Prostitution dans la ville de Paris, de Parent-Duchâtelet (1836).
E mű megírásához Balzac alaposan utánajárt a bűnözés és a prostitúció világának. Kétségtelenül olvasta Raban és Marco Saint-Hilaire Mémoires d'un forçat című művét (1828), valamint Auguste Ricard Julien ou le Forçat libéré (1827). Bizonyára ismerte Fouché Mémoires (1824), Ouvrard Mémoires, Desmarest Quinze ans de haute police (1833) című műveit is, Lamothe-Langon L'Espion de police (1826-1827), Benjamin Appert Journal des prisons (1825-1827), Moreau-Christophe Les Français peints par eux-mêmes (1841-1842). Gyakran látogatta Vidocq is, akinek Mémoires (1828), Les Voleurs (1835) és Vrais mystères de Paris (1844) című műveit olvasta. A regényben olvasható tolvajnyelvet Victor Hugo 1829-ben megjelent Egy halálraítélt utolsó napja című művében használt szleng ihlette. Ismerte a prostitúcióról szóló szociológiai munkákat is, mint például Parent-Duchâtelet (1836) La Prostitution dans la ville de Paris című művét.
A Le Nouveau Dictionnaire des œuvres de tous les temps című könyvben Robert Laffont és Valentino Bompiani rámutatnak a Kurtizánok tündöklése és nyomorúsága hatására Victor Hugo ['Nyomorultak' című művében (lásd a hatásokról szóló fejezetet). A Vautrin, Jean Valjean, sőt Javert (utóbbi a másik kettő pozitív ellentéte) közötti kapcsolat egészen nyilvánvaló, ahogyan az elítéltek világát és szokásait írják le.

## Megfilmesítések
- 1943 : Vautrin, francia realista film Pierre Billon rendezésében ,Szereplők: Michel Simon (Vautrin), Madeleine Sologne (Esther Gobseck), Georges Marchal (Lucien de Rubempré) et Louis Seigner (Frédéric de Nucingen).
- 1975: A regény alapján készült francia televíziós sorozat, azonos címmel, rendező: Maurice Cazeneuve, szereplők: Georges Géret (Herrera), Bruno Garcin (Lucien), Corinne Le Poulain (Esther), Holger Löwenadler (Nucingen), Joachim Hansen (Corentin) és Michel Robin (Contenson).

## Fordítás
Ez a szócikk részben vagy egészben  a   Splendeurs et misères des courtisanes című francia Wikipédia-szócikk fordításán alapul.  Az eredeti cikk szerkesztőit annak laptörténete sorolja fel. Ez a jelzés csupán a megfogalmazás eredetét és a szerzői jogokat jelzi, nem szolgál a cikkben szereplő információk forrásmegjelöléseként.